# Trädänder

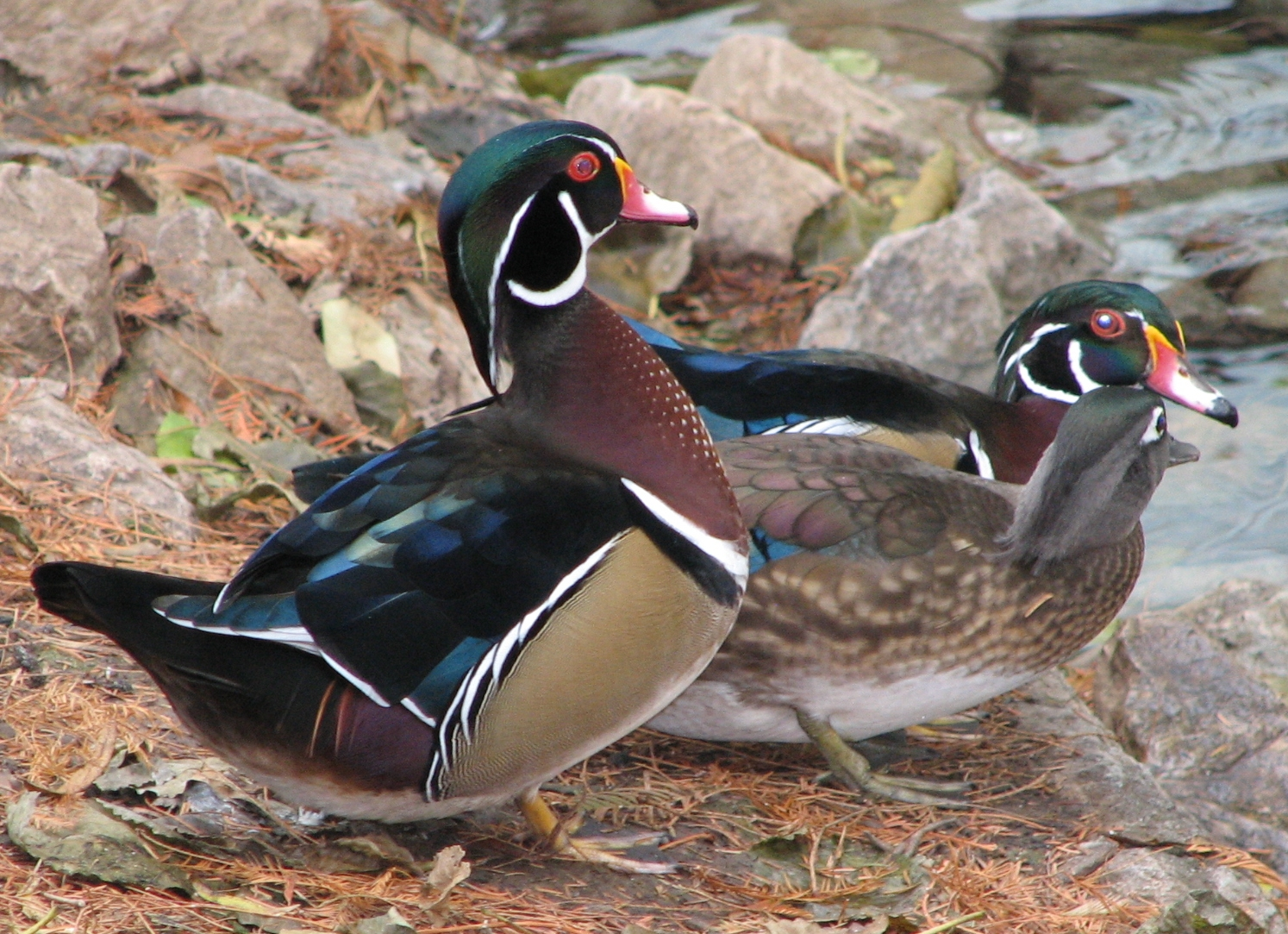
Brudand (Aix sponsa) är en typisk representant för de fåglar som tidigare grupperades som trädänder.

Trädänder var en liten taxonomiskt oprecis grupp med andfåglar som behandlades som en underfamilj (Cairininae) eller släktgrupp (Cairinini) inom familjen änder (Anatidae). Orsaken till att de delades in i en grupp var deras förkärlek för att häcka högt upp i träd. Det har senare visat sig att gruppen är parafyletisk, att deras likheter beror på konvergent evolution och att de har närmare släktskap med andra änder än med varandra.(Livezey 1986)

## Arter som ingick i gruppen och deras nuvarande underfamilj
- Underfamilj Plectropterinae
  - Sporrgås (Plectropterus gambensis)

- Underfamilj Tadorninae
  - Papuaand (Salvadorina waigiuensis)
  - Blåand (Hymenolaimus malacorhynchos)
  - Forsand (Merganetta armata)

- Underfamilj Anatinae
  - Brasilienand (Amazonetta brasiliensis)

Utifrån de data som idag finns kring systematiken inom familjen Anatidae, och på grund av ett antal släktens tvetydiga karaktärer så kan dessa inte med säkerhet placeras i någon underfamilj.(Livezey 1986, Sraml et al. 1996, Johnson & Sorenson 1999):
- Släkte Sarkidiornis - Tadorninae eller basal Anatinae?
  - Knöland (Sarkidiornis melanotos)
- Släkte Malacorhynchus - Tadorninae eller Oxyurinae?
  - Zebraand (Malacorhynchus membranaceus)
- Släkte Pteronetta - - Anatinae eller en mycket distinkt klad?
  - Skogsand (Pteronetta hartlaubi)
- Släkte Nettapus - Anatinae eller en Gondwanaklad?
  - Grön dvärgås (Nettapus pulchellus)
  - Bomullsdvärgand (Nettapus coromandelianus)
  - Afrikansk dvärgand (Nettapus auritus)
- Släkte Cairina - förmodligen ett parafyletiskt släkte
  - Myskand (Cairina moschata) - Anatinae or Tadorninae?
  - Vitvingad and (Cairina scutulata) - Anatinae eller närmre besläktad med Aythyinae?
- Släkte Aix - Anatinae eller Tadorninae?
  - Brudand (Aix sponsa)
  - Mandarinand (Aix galericulata)
- Släkte Callonetta - Anatinae eller Tadorninae?
  - Beigekindad and Callonetta leucophrys
- Släkte Chenonetta - Anatinae or Tadorninae?
  - Manand Chenonetta jubata